# 勤労内閣 (2014年-2019年)
勤労内閣（きんろうないかく、インドネシア語: Kabinet Kerja）は、2014年10月27日にスシロ・バンバン・ユドヨノの後任としてジョコ・ウィドドが大統領に就任し、成立したインドネシアの内閣である。

## 内閣の顔ぶれ・人事
所属政党・出身:
  闘争民主党
  ゴルカル
  ハヌラ党
  民族覚醒党
  開発統一党
  ナスデム党
  国民信託党
  無所属

### 政府の長
2014年（平成26年）10月20日発足。
| 職名     | 氏名             | 画像 | 出身等     | 任期                            | 備考 |
| -------- | ---------------- | ---- | ---------- | ------------------------------- | ---- |
| 大統領   | ジョコ・ウィドド |      | 闘争民主党 | 2014年10月20日 ‐ 2019年10月20日 |      |
| 副大統領 | ユスフ・カラ     |      | ゴルカル   | 2014年10月20日 ‐ 2019年10月20日 |      |

### 調整大臣
2014年（平成26年）10月27日発足。
| 職名                         | 氏名                               | 画像 | 出身等     | 任期                           | 備考   |
| ---------------------------- | ---------------------------------- | ---- | ---------- | ------------------------------ | ------ |
| 政治・法務・治安担当調整大臣 | テジョ・エディ・プルディヤトノ     |      | ナスデム党 | 2014年10月27日 ‐ 2015年8月12日 | 初入閣 |
| 政治・法務・治安担当調整大臣 | ルフット・ビンサル・パンジャイタン |      | ゴルカル   | 2015年8月12日 ‐ 2016年7月27日  |        |
| 政治・法務・治安担当調整大臣 | ウィラント                         |      | ハヌラ党   | 2016年7月27日 ‐ 2019年10月20日 | 再入閣 |
| 経済担当調整大臣             | ソフィアン・ジャリル               |      | 無所属     | 2014年10月27日 ‐ 2015年8月12日 | 再入閣 |
| 経済担当調整大臣             | ダルミン・ナスティオン             |      | 無所属     | 2015年8月12日 ‐ 2019年10月20日 | 初入閣 |
| 海洋担当調整大臣             | インドロヨノ・スシロ               |      | 無所属     | 2014年10月27日 ‐ 2015年8月12日 | 初入閣 |
| 海洋担当調整大臣             | リザル・ラムリ                     |      | 無所属     | 2015年8月12日 ‐ 2016年7月27日  | 再入閣 |
| 海洋担当調整大臣             | ルフット・ビンサル・パンジャイタン |      | ゴルカル   | 2016年7月27日 ‐ 2019年10月20日 |        |
| 人間開発・文化担当調整大臣   | プアン・マハラニ                   |      | 闘争民主党 | 2014年10月27日 ‐ 2019年10月1日 | 初入閣 |
| 人間開発・文化担当調整大臣   | ダルミン・ナスティオン             |      | 無所属     | 2019年10月1日 ‐ 2019年10月20日 |        |

### 大臣
2014年（平成26年）10月27日発足。
| 職名                                | 氏名                                       | 画像 | 出身等     | 任期                            | 備考   |
| ----------------------------------- | ------------------------------------------ | ---- | ---------- | ------------------------------- | ------ |
| 国家官房長官                        | プラティクノ                               |      | 無所属     | 2014年10月27日 ‐ 2019年10月20日 | 初入閣 |
| 内務大臣                            | チャヨ・クモロ                             |      | 闘争民主党 | 2014年10月27日 ‐ 2019年10月20日 | 初入閣 |
| 外務大臣                            | ルトノ・マルスディ                         |      | 無所属     | 2014年10月27日 ‐ 2019年10月20日 | 初入閣 |
| 国防大臣                            | リヤミザルド・リヤクドゥ                   |      | 無所属     | 2014年10月27日 ‐ 2019年10月20日 | 初入閣 |
| 法務・人権大臣                      | ヤソナ・ラオリ                             |      | 闘争民主党 | 2014年10月27日 ‐ 2019年9月30日  | 初入閣 |
| 法務・人権大臣                      | チャヨ・クモロ                             |      | 闘争民主党 | 2019年9月30日 ‐ 2019年10月20日  |        |
| 財務大臣                            | バンバン・ブロジョネゴロ                   |      | 無所属     | 2014年10月27日 ‐ 2016年7月27日  |        |
| 財務大臣                            | スリ・ムルヤニ                             |      | 無所属     | 2016年7月27日 ‐ 2019年10月20日  | 再入閣 |
| エネルギー・鉱物資源大臣            | スディルマン・サイド                       |      | 無所属     | 2014年10月27日 ‐ 2016年7月27日  | 初入閣 |
| エネルギー・鉱物資源大臣            | アルチャンドラ・タハル                     |      | 無所属     | 2016年7月27日 ‐ 2016年8月15日   | 初入閣 |
| エネルギー・鉱物資源大臣            | ルフット・ビンサル・パンジャイタン         |      | ゴルカル   | 2016年8月15日 ‐ 2016年10月14日  |        |
| エネルギー・鉱物資源大臣            | イグナシウス・ジョナン                     |      | 無所属     | 2016年10月14日 ‐ 2019年10月20日 |        |
| 工業大臣                            | サレ・フシン                               |      | ハヌラ党   | 2014年10月27日 ‐ 2016年7月27日  | 初入閣 |
| 工業大臣                            | アイルランガ・ハルタルト                   |      | ゴルカル   | 2016年7月27日 ‐ 2019年10月20日  | 初入閣 |
| 商業大臣                            | ラフマット・ゴーベル                       |      | 無所属     | 2014年10月27日 ‐ 2015年8月12日  | 初入閣 |
| 商業大臣                            | トーマス・レンボン                         |      | 無所属     | 2015年8月12日 ‐ 2016年7月27日   | 初入閣 |
| 商業大臣                            | エンガルティアスト・ルキタ                 |      | ナスデム党 | 2016年7月27日 ‐ 2019年10月20日  | 初入閣 |
| 農業大臣                            | アムラン・スライマン                       |      | 無所属     | 2014年10月27日 ‐ 2019年10月20日 | 初入閣 |
| 環境・林業大臣                      | シティ・ヌルバヤ・バカール                 |      | ナスデム党 | 2014年10月27日 ‐ 2019年10月20日 | 初入閣 |
| 運輸大臣                            | イグナシウス・ジョナン                     |      | 無所属     | 2014年10月27日 ‐ 2016年7月27日  | 初入閣 |
| 運輸大臣                            | ブディ・カリヤ・スマディ                   |      | 無所属     | 2016年7月27日 ‐ 2019年10月20日  | 初入閣 |
| 海洋・水産大臣                      | スシ・プジアストゥティ                     |      | 無所属     | 2014年10月27日 ‐ 2019年10月20日 | 初入閣 |
| 労働大臣                            | ハニフ・ダキリ                             |      | 民族覚醒党 | 2014年10月27日 ‐ 2019年10月20日 | 初入閣 |
| 村落・後進地域開発・移住大臣        | マルワン・ジャファル                       |      | 民族覚醒党 | 2014年10月27日 ‐ 2016年7月27日  | 初入閣 |
| 村落・後進地域開発・移住大臣        | エコ・プトゥロ・サンジョヨ                 |      | 民族覚醒党 | 2016年7月27日 ‐ 2019年10月20日  | 初入閣 |
| 公共事業・国民住宅大臣              | バスキ・ハディムルヨノ                     |      | 無所属     | 2014年10月27日 ‐ 2019年10月20日 | 初入閣 |
| 保健大臣                            | ニラ・ムルック                             |      | 無所属     | 2014年10月27日 ‐ 2019年10月20日 | 初入閣 |
| 教育・文化大臣                      | アニス・バスウェダン                       |      | 無所属     | 2014年10月27日 ‐ 2016年7月27日  | 初入閣 |
| 教育・文化大臣                      | ムハジル・エフェンディ                     |      | 無所属     | 2016年7月27日 ‐ 2019年10月20日  | 初入閣 |
| 研究・技術大臣                      | モハマド・ナシル                           |      | 無所属     | 2014年10月27日 ‐ 2019年10月20日 | 初入閣 |
| 社会大臣                            | コフィファ・インダル・パラワンサ           |      | 民族覚醒党 | 2014年10月27日 ‐ 2018年1月17日  | 再入閣 |
| 社会大臣                            | イドルス・マルハム                         |      | ゴルカル   | 2018年1月17日 ‐ 2018年8月24日   | 初入閣 |
| 社会大臣                            | アグス・グミワン・カルタサスミタ           |      | ゴルカル   | 2018年8月24日 ‐ 2019年10月20日  | 初入閣 |
| 宗教大臣                            | ルクマン・ハキム・サイフディン             |      | 開発統一党 | 2014年10月27日 ‐ 2019年10月20日 | 初入閣 |
| 観光大臣                            | アリフ・ヤーヤ                             |      | 無所属     | 2014年10月27日 ‐ 2019年10月20日 | 初入閣 |
| 通信・情報・技術大臣                | ルディアンタラ                             |      | 無所属     | 2014年10月27日 ‐ 2019年10月20日 | 初入閣 |
| 協同組合・中小企業大臣              | アナック・アグン・ゲデ・ングラ・プスパヨガ |      | 闘争民主党 | 2014年10月27日 ‐ 2019年10月20日 | 初入閣 |
| 女性エンパワーメント・児童保護大臣  | ヨハナ・イェンビセ                         |      | 無所属     | 2014年10月27日 ‐ 2019年10月20日 | 初入閣 |
| 国家機関強化・官僚改革大臣          | ユディ・クリスナンディ                     |      | ハヌラ党   | 2014年10月27日 ‐ 2016年7月27日  | 初入閣 |
| 国家機関強化・官僚改革大臣          | アスマン・アブヌル                         |      | 国民信託党 | 2016年7月27日 ‐ 2018年8月15日   | 初入閣 |
| 国家機関強化・官僚改革大臣          | シャフルディン・カンボ                     |      | 無所属     | 2018年8月15日 ‐ 2019年10月20日  | 初入閣 |
| 国家開発企画大臣 国家開発企画庁長官 | アンドリノフ・ハニアゴ                     |      | 無所属     | 2014年10月27日 ‐ 2016年7月27日  | 初入閣 |
| 国家開発企画大臣 国家開発企画庁長官 | ソフィアン・ジャリル                       |      | 無所属     | 2016年7月27日 ‐ 2018年8月15日   |        |
| 国家開発企画大臣 国家開発企画庁長官 | バンバン・ブロジョネゴロ                   |      | 無所属     | 2018年8月15日 ‐ 2019年10月20日  |        |
| 土地・空間計画大臣 国家土地庁長官   | フェリー・ムルシダン・バルダン             |      | ナスデム党 | 2014年10月27日 ‐ 2016年7月27日  | 初入閣 |
| 土地・空間計画大臣 国家土地庁長官   | ソフィアン・ジャリル                       |      | 無所属     | 2016年7月27日 ‐ 2019年10月20日  |        |
| 国営企業大臣                        | リニ・スマルノ                             |      | 無所属     | 2014年10月27日 ‐ 2019年10月20日 | 再入閣 |
| 青年・スポーツ大臣                  | イマム・ナフラウィ                         |      | 民族覚醒党 | 2014年10月27日 ‐ 2019年9月19日  | 初入閣 |
| 青年・スポーツ大臣                  | ハニフ・ダキリ                             |      | 民族覚醒党 | 2019年9月19日 ‐ 2019年10月20日  |        |